# Pimpri-Chinchwad
Pimpri-Chinchwad (Marathi: पिंपरी-चिंचवड) is een stad en gemeente in de Indiase staat Maharashtra. De stad bestaat uit de samengevoegde dubbelsteden Pimpri en Chinchwad, is onderdeel van de stedelijke agglomeratie van Pune, waar het tegen aan ligt. Pimpri-Chinchwad is gelegen in het district Pune en heeft 1.006.417 inwoners (2001).

## Economie
Pimpri-Chinchwad is een belangrijk industrieel knooppunt en herbergt een van de omvangrijkste industriegebieden van Azië. De stad is het Indiase hoofdkwartier voor enkele grote autofabrikanten, zoals Bajaj Auto, Tata, Force Motors en DaimlerChrysler. De stad is ook de thuisbasis voor India's grootste onderzoeksinstituut voor antibioticum; Hindustan Antibiotics Limited. Daarnaast zijn er enkele zware industrieën gevestigd, zoals die van Forbes-Marshall, Thysenkrupp en Alfa Laval.
De technische academie Maharashtra Academy of Engineering is in Pimpri-Chinchwad gevestigd.